# 佐藤利奈 (ヴァイオリニスト)
佐藤 利奈（さとう りな）は、日本のヴァイオリン奏者。

## 略歴
北海道生まれ、洗足学園音楽大学卒業。同大学のオーケストラにメンバーや指導者として携わる傍ら、多数の小中高等学校でのオーケストラ指導や、その一方で、ギターとチェロとのトリオplutrioや、ピアノ、チェロ、パーカッションとのカルテットMONTAQのメンバーとしての活動や、SMAP、大塚愛、HY、ゆず、Lead、桑田靖子らのツアーやテレビ出演のサポートなどのスタジオ・ミュージシャン活動を通じて、クラシック音楽以外の領域でも演奏活躍を展開している。テレビドラマの演技指導で、広末涼子、小栗旬、らにヴァイオリンの指導をしているほか、浅倉大介などのミュージシャンや一般向け教育活動も行っている。